# チヴィテッラ・ダリアーノ
チヴィテッラ・ダリアーノ（伊: Civitella d'Agliano）は、イタリア共和国ラツィオ州ヴィテルボ県にある、人口約1,500人の基礎自治体（コムーネ）。

## 地理

### 位置・広がり
ヴィテルボ県北東部のコムーネ。県都ヴィテルボから北北東へ21kmの距離にある。

#### 隣接コムーネ
隣接するコムーネは以下の通り。括弧内のTRはテルニ県所属を示す。
- アルヴィアーノ (TR)
- バニョレージョ
- カスティリオーネ・イン・テヴェリーナ
- グラッフィニャーノ
- グアルデーア (TR)
- モンテッキオ (TR)
- オルヴィエート (TR)
- ヴィテルボ

### 気候分類・地震分類
チヴィテッラ・ダリアーノにおけるイタリアの気候分類 (it) および度日は、zona D, 1886 GGである。
また、イタリアの地震リスク階級 (it) では、zona 2B (sismicità media) に分類される。

## 行政

### 分離集落
チヴィテッラ・ダリアーノには、以下の分離集落（フラツィオーネ）がある。
- Case Nuove, Pian della Breccia, San Michele in Teverina, San Sebastiano, Spoletino